# Sléttafell (kulle i Island, Norðurland vestra)
Sléttafell är en kulle i republiken Island. Den ligger i regionen Norðurland vestra, 110 km nordost om huvudstaden Reykjavík. Toppen på Sléttafell är 539 meter över havet.
Trakten runt Sléttafell är nära nog obefolkad, med mindre än två invånare per kvadratkilometer. Det finns inga samhällen i närheten. Trakten runt Sléttafell består i huvudsak av gräsmarker.